# 今度生まれたら
『今度生まれたら』（こんどうまれたら）は、内館牧子の小説。『終わった人』『すぐ死ぬんだから』に続く「老後小説」。
70歳になった主人公の女性が自分の人生を振り返り、進学、仕事、結婚など節目でしてきた選択は正しかったのか考え、やり直しのきかない年齢になりながらも、やりたいことを見つけようとあがき、今をどう生きるかを考え始める姿が描かれる。
2022年5月8日から6月19日までNHK BSプレミアム、BS4K「プレミアムドラマ」枠にて松坂慶子主演でテレビドラマが放送された。

## 登場人物

### 主要人物
佐川夏江（さがわ なつえ)
主人公。70歳。旧姓は今井。夫の和幸とは同じ会社で勤務しており、計算高く懸命になって結婚している。
結婚後は息子2人を育て上げ、和幸には感謝して暮らしてきたが、今度生まれたらこの人とは結婚しないと思っている。
若い時から本音を隠し、周囲に「忖度」することが幸せになるための処世術と考えて生きてきている。
佐川和幸（さがわ かずゆき)
夏江の夫。72歳。一流大企業「平新電気」のエリート社員で、順調に出世コースに乗っていた。
だが、泥酔してタクシーの運転手に暴行事件を起こし、ラインから外れた部付部長に追いやられ、早期退職をしている。
会社を辞めてからは、倹約家になっている。還暦を迎えた頃、都が運営している「蟻んこクラブ」という歩く会に入った。
島田信子（しまだ のぶこ）
夏江の姉。71歳。生まれ変わっても「今の夫と結婚する」と言い、平凡な暮らしに満足している主婦。
連れだって週末は居酒屋にいくなど、夫婦仲はよかったが、芳彦に好きな人ができて、やり直したいと離婚を切り出される。
島田芳彦（しまだ よしひこ）
信子の夫。73歳。高校時代は野球部のエースだった。「大日本自動車」で工員として勤務していた。
実は高校時代から同じ学年のバンビが好きで、同期会で再会してから付き合っていたと信子たちに言い出す。
佐川剛（さがわ ごう）
夏江と和幸の長男。46歳。エリート商社マン。家庭に居場所がなく帰宅恐怖症ぎみで、妻の理沙と話し合い、別居を決める。
佐川建（さがわ けん）
夏江と和幸の次男。40歳。高校の時からギターに夢中で、大学では「フラメンコギター同好会」に入っている。
有名なギター製作家・黒木哲郎に弟子入りして、スペインに行きギター製作家を目指そうとする。

### 夏江の関係
山賀敏男（やまが としお）
「北斗園芸」の社長。OL時代の夏江の後輩。68歳。旧姓は小野。夏江とは会社の園芸部で一緒に活動していた。
夏江に失恋して、故郷の北海道に帰るが、世界的な造園家となって現れる。
今井正平（いまい しょうへい）
夏江たちの父。蒲田で電気店を経営していた。庭仕事が好きで夏江も影響を受けている。

### 信子の関係
ミキ
信子と芳彦の娘。45歳。夏江のことを「ナッツ」と呼び、手編みのサマーセーターを贈ったりするほど仲が良い。
シンちゃん
ミキの夫。ミキの尻に敷かれている。
マナ
ミキとシンちゃんの娘。21歳。大学3年生。

### 剛の家族
佐川理沙（さがわ りさ）
剛の妻。旧姓は友永。剛とはあまり関係が良くなく別居後、バリスタ目指して専門学校で勉強を頑張っている。
佐川梢（さがわ こずえ）
剛と理沙の娘。

### その他
高梨公子（たかなし きみこ）
有名な弁護士。70歳。分かりやすいニュース解説が好評で「高梨公子のニュースおさえどころ」というテレビの冠番組を持っている。
大学の客員教授でもある。講演会に出席した夏江から制限時間を大幅に超過しての質問を受ける。
山賀佐保子（やまが さほこ）
「北斗園芸」の副社長。70歳。夫と共に会社を経営している。樹木医でもある。「北斗園芸」は父親がオーナー社長だった。
春野トモ子（はるの ともこ）
「トモ子のトーク・トゥナイト」という人気トーク番組を持っている。山賀敏男が出演した回を夏江が観て敏男の近況を知る。
バンビ
73歳。芳彦とは高校で同学年だった。当時は美少女で可愛く、男子には人気があったが、ぶりっ子で女子からは嫌われていた。
25年ほど前に夫を亡くしてから必死に働き、息子を大学まで行かせている。
川田勇一（かわた ゆういち）
「平新電気」の常務で、和幸の上司だった。仲人でもあり、和幸の事件の時も親身に対応してくれ、大事にならずに済んでいる。

## 書誌情報
- 今度生まれたら（2020年12月3日発売[2]、講談社、ISBN 978-4-06-521872-3）
- 今度生まれたら（2023年4月14日発売[5]、講談社文庫、ISBN 978-4-06-531272-8）

## テレビドラマ
2022年5月8日から6月19日までNHK BSプレミアム、BS4K「プレミアムドラマ」枠にて放送された。主演は松坂慶子。

### キャスト

#### 主要人物
佐川夏江（さがわ なつえ）〈70〉
演 - 松坂慶子（青年期：川床明日香）
専業主婦。一流企業に勤めていた時にエリート社員の和幸と結婚し、2人の息子を育て上げた。
新聞の取材を受けた記事が思ったものと違い、70歳と年齢を書かれたことにショックを受けている。
退職後にけちになった夫の寝顔を見ながら「今度生まれたら、この人とは結婚しない」とつぶやく。
佐川和幸（さがわ かずゆき）
演 - 風間杜夫（青年期：南北斗）
一流企業のエリート社員で順風満帆だったが、ある事件を起こし早期退職してしまう。
夫としても父親としても申し分なかったが、退職後にすっかりケチになる。
高齢者の山歩きの会「ありんこクラブ」で精力的に活動している。
島田信子（しまだ のぶこ）
演 - 藤田弓子
夏江の姉。夫婦仲は良く週末には一緒に居酒屋に行く。今度生まれても同じ人生を選びたいと話す。
島田芳彦（しまだ よしひこ）
演 - 平田満
信子の夫。定年後に勤務していた自動車の町工場をリストラされている。
高校時代は野球部のスターで信子が憧れており、今でも信子から頼りにされている。
山賀敏男（やまが としお）
演 - 小倉一郎 （青年期：青木柚）
世界的園芸家。夏江の会社の後輩。旧姓は小野。結婚前の夏江にフラれている。

#### 佐川家
佐川剛（さがわ ごう）
演 - 山中崇
夏江と和幸の長男。大企業のエリート社員。妻と娘の話に入れず家庭に居場所がないと感じている。
佐川建（さがわ けん）
演 - 毎熊克哉
夏江と和幸の次男。山奥の小屋に籠もってギター作りをしている。祖母の法事にも来なかった。
佐川理沙（さがわ りさ）
演 - 河井青葉
剛の妻。剛には思うところがあるのか少し冷たい。
佐川梢（さがわ こずえ）
演 - 伊礼姫奈
剛と理沙の娘。高校1年生。法事に来ない建のことを心配している。

#### 信子の関係者
ミキ
演 - 須藤理彩
信子と芳彦の娘。夏江のことを「ナッツ」と呼ぶ。
シンちゃん
演 - 宇野祥平
ミキの夫。きさくで家族の仲は良好。
マナ
演 - 佐々木春香
ミキとシンちゃんの娘。大学生。

#### その他
高梨公子（たかなし きみこ）
演 - 風吹ジュン
テレビにも出演している有名な弁護士。
講演会に参加した夏江から執拗に質問を受けるが誠実に対応する。
山賀佐保子（やまが さほこ）
演 - 余貴美子
山賀敏男の妻。
吉野久美（よしの くみ）（バンビ）
演 - ジュディ・オング
島田芳彦と同じ高校で同学年だった。

#### ゲスト

##### 第1話
春野トモ子（はるの ともこ）
演 - 馬場典子
自身の番組に世界的園芸家・山賀敏男が出演し、昔の夏江との話も語られる。
阿部清美
演 - 筒井真理子（第4話）
近所の知人。児童養護施設の移設の住民説明会で、夏江に住民代表で意見を依頼。
割烹料理店・店主
演 - 中川智明
青年期の和幸が夏江を食事に誘った店の店主。
課長　
演 - 東野良平
人事課長。社員のストに愚痴をこぼし、厚生課から応援に来た夏江をねぎらう。
同僚たち
演 - 早坂柊人、松本一樹
従業員
演 - 熊谷麻衣
夏江たちが法事をした会館の従業員。

##### 第2話
高梨由紀
演 -  篠原ゆき子（第5話）
高梨公子の娘。イラストレーター。
講演会で夏江に受けた質問のことで愚痴をこぼす公子の相手をする。
司会者
演 -  小林麻子
高梨公子の講演会の司会者。

##### 第3話
川田勇一
演 -  大鷹明良
和幸の上司で夏江たちの仲人をしてくれた。久保から訃報の連絡があり夏江が参列。
和幸が起こしたタクシー運転手暴行事件の時も親身に対応してくれている。
久保
演 -  金子清文
和幸の部下だった。事件の時もタクシーに同乗している。今は平新電気の常務になっている。
理沙の友人
演 -  斎藤加奈子、高野ゆら子
タクシー運転手
演 - 佐藤秀美
夏江が乗ったタクシーの運転手。
平新電気社員
演 - 大野明香音

##### 第4話
長岡
演 -  斉木しげる（第5話）　　
北斗園芸リーダー
演 -  本井博之（第5話）　　
雑誌記者
演 -  猪塚健太　
北斗園芸社員
演 -  鷲尾英彰（第5話）、大川裕明（第5話）、片桐美穂（第5話）、松本卓也（第5話）、前迫莉亜（第5話）　　

##### 第5話
荻野真由美
演 -  久世星佳　　
荻野武
演 -  金井勇太
荻野公義
演 -  本田清澄
同級生
演 -  河原田ヤスケ、森喜行、津山登志子、松田真知子、諸橋玲子

##### 最終話
説明会参加の住民
演 -  有川マコト、石村みか、吉見幸洋、片瀬直　　
司会者
演 -  尾倉ケント
説明会関係者
演 -  松下貞治、大塚尚吾、深澤千有紀、浦野真介　　
カフェオーナー
演 -  広岡由里子
アップリケ教室の生徒
演 -  安部智凛、阿部朋子、青木和代

### スタッフ
- 原作 - 内館牧子『今度生まれたら』（講談社）
- 脚本 - 真辺克彦、小嶋健作、大島まり菜
- 音楽 - 安川午朗
- 制作統括 - 遠藤日登思（アミューズ）、小松昌代（NHKエンタープライズ）、岡本幸江（NHK）
- プロデューサー - 盛夏子（アミューズ）、高橋潤（ギークサイト）
- 演出 -  松岡錠司
- 制作 - NHKエンタープライズ
- 制作著作 - NHK、アミューズ

### 放送日程
| 話数   | 放送日  | 脚本                         |
| ------ | ------- | ---------------------------- |
| 第1話  | 5月08日 | 真辺克彦 小嶋健作 大島まり菜 |
| 第2話  | 5月15日 | 真辺克彦 小嶋健作 大島まり菜 |
| 第3話  | 5月22日 | 真辺克彦 小嶋健作 大島まり菜 |
| 第4話  | 5月29日 | 真辺克彦 小嶋健作 大島まり菜 |
| 第5話  | 6月05日 | 真辺克彦 小嶋健作 大島まり菜 |
| 第6話  | 6月12日 | 真辺克彦 小嶋健作 大島まり菜 |
| 最終話 | 6月19日 | 真辺克彦 小嶋健作 大島まり菜 |

| NHK BSプレミアム・NHK BS4K プレミアムドラマ   | NHK BSプレミアム・NHK BS4K プレミアムドラマ | NHK BSプレミアム・NHK BS4K プレミアムドラマ           |
| 前番組                                        | 番組名                                      | 次番組                                                |
| --------------------------------------------- | ------------------------------------------- | ----------------------------------------------------- |
| しずかちゃんとパパ （2022年3月13日 - 5月1日） | 今度生まれたら （2022年5月8日 - 6月19日）   | 拾われた男 LOST MAN FOUND （2022年6月26日 - 8月28日） |